# 히메로트 비망록
히메로트 비망록(독일어: Himmeroder Denkschrift)은 1950년 전직 국방군 고급장교들이 연방수상 콘라트 아데나워의 초청에 따라 히메로트 수도원에 비밀리에 모여 작성한 40 페이지 분량의 문건이다. 히메로트 수도원 회합은 서독의 재무장을 추진하기 위한 것이었으며, 히메로트 비망록은 신생 독일연방공화국의 군대(연방군) 창군의 기초가 되었다.
서독 정치인들과 고급장교들은 재무장이라는 목적 아래 하나로 결탁하여 전범집단인 국방군의 역사적 복권을 꾀하였으며, 이는 국방군 무오설이라는 사이비역사학적 믿음이 발생하는 원인이 되었다.